# Даріо Візінгер
Даріо Візінгер (хорв. Dario Vizinger, нар. 6 червня 1998, Чаковець) — хорватський футболіст, нападник клубу «Вольфсбергер».

## Клубна кар'єра
Вихованець клубів «Меджимур'є», «Слобода Вараждин» і «Вараждин». З останньою командою у сезоні 2014/15 виступав у Третій лізі, забивши 6 голів. 
У 2015 році Даріо підписав контракт з «Рієкою». 7 травня в матчі проти «Осієка» він дебютував у чемпіонаті Хорватії. На початку 2017 року для отримання ігрової практики на правах оренди перейшов у «Хрватскі Драговоляц». У матчі проти «Загреба» він дебютував у Другій лізі Хорватії. 12 квітня в поєдинку проти «Дугопольє» Даріо забив свій перший гол за «Хрватскі Драговоляц». Влітку того ж року Візінгер був орендований словенським «Рударом». 16 липня в матчі проти «Домжале» він дебютував в чемпіонаті Словенії. 22 липня в поєдинку проти «Анкарано» Даріо забив свій перший гол за «Рудар».
На початку 2018 року Візінгер перейшов в словенське «Цельє». 25 лютого в матчі проти столичної «Олімпії» він дебютував за новий клуб. 14 квітня в поєдинку проти «Кршко» Даріо забив свій перший гол за «Цельє». У 2020 році Візінгер забив 23 голи і став другим бомбардиром чемпіонату, а також допоміг виграти його.
Влітку того ж року Візінгер підписав контракт з австрійським клубом «Вольфсбергер». 13 вересня в матчі проти «Ред Булл Зальцбург» він дебютував в австрійській Бундеслізі. У цьому ж поєдинку Даріо забив свій перший гол за «Вольфсберг».

## Виступи за збірні
Гравець юнацьких та молодіжних збірних Хорватії. З молодіжною командою поїхав на молодіжний чемпіонат Європи 2021 року в Угорщині та Словенії, де в матчі проти господарів, збірної Швейцарії відзначився голом.

## Досягнення
- Чемпіон Словенії: 2019/20